# هجده (فیلم)
«هجده» (انگلیسی: Eighteen (film)) فیلمی در ژانر درام است که در سال ۲۰۰۵ منتشر شد. از بازیگران آن می‌توان به برندن فلچر، کارلی پوپ، تیا گیل، و الن کومینگ اشاره کرد.